# حسین‌آباد (قلعه مظفری)
حسین‌آباد یک روستا در ایران است که در دهستان قلعه مظفری شهرستان سلسله در استان لرستان واقع شده‌است. حسین‌آباد ۱۲۹ نفر جمعیت دارد.

## جمعیت
این روستا در بخش مرکزی شهرستان سلسله قرار دارد و براساس سرشماری مرکز آمار ایران در سال ۱۳۸۵، جمعیت آن ۱۲۹ نفر (۳۲ خانوار) بوده‌است.